# 2,4-diclorobenzoil-CoA reduttasi
La 2,4-diclorobenzoil-CoA reduttasi è un enzima appartenente alla classe delle ossidoreduttasi, che catalizza la seguente reazione:
4-clorobenzoil-CoA + NADP+ + HCl ⇄ 2,4-diclorobenzoil-CoA + NADPH + H+
L'enzima, nella direzione inversa, agisce per formare parte della via di degradazione del 2,4-diclorobenzoato, nei batteri.